# Marco Antonio Almeida Ferreira
Marco Antonio Almeida Ferreira (20 dicembre 1965) è un ex calciatore brasiliano, di ruolo difensore.